# Répression de janvier et février 1894
Ère des attentats
La répression de janvier et février 1894 est un épisode de l'Ère des attentats (1892-1894) où la France s'engage dans une répression étatique importante envers les anarchistes. Le vote des lois scélérates en décembre 1893 à la suite de l'attentat de l'Assemblée nationale donne aux autorités politiques et policières françaises des pouvoirs importants pour lutter contre les anarchistes. Grâce à elles, elles s'engagent ensuite dans un vaste mouvement de répression les visant, utilisant de moyens légaux ou extra-légaux pour arriver à leurs fins. Des milliers de perquisitions et centaines d'arrestations sont menées sur tout le territoire français, y compris colonial, la presse anarchiste est interdite, une « chasse à l'anarchiste » se déclare dans le pays. Le 5 février 1894, l'exécution d'Auguste Vaillant, dont la grâce est refusée par Sadi Carnot, en est un élément marquant. Il s'agit de la répression la plus importante en France depuis la Commune de Paris (1871). 
Au lieu d'interrompre les attentats, cet épisode a pour résultat de radicaliser les anarchistes qui échappent à la police, souvent les plus dangereux, et les pousser à se venger par des attentats ; ainsi, Émile Henry, Désiré Pauwels ou Célestin Nat y répondent dans différentes mesures. Le 24 juin 1894, Sante Caserio assassine Sadi Carnot à Lyon. Ce cercle vicieux entre répression et attentats commence à être relevé par des républicains, comme Georges Clemenceau, qui médiatisent le sujet.  
Si la répression a un résultat très relatif pour les autorités, les mesures prises influencent d'autres États européens, comme l'Italie ou l'Espagne, qui prennent des dispositions similaires et déportent ou arrêtent des milliers d'anarchistes.   

## Histoire

### Contexte
Au XIXe siècle, l'anarchisme naît et se constitue en Europe avant de se propager. Les anarchistes défendent la lutte contre toutes formes de domination perçues comme injustes, en premier lieu la domination économique, avec le développement du capitalisme. Ils sont particulièrement opposés à l'État, vu comme l'organisation permettant d'entériner ces dominations au travers de sa police, son armée et sa propagande.
En France, les relations entre les autorités et les anarchistes se tendent par l'importante répression que les anarchistes subissent dans les années 1880. Après le massacre de Fourmies et l'affaire de Clichy (1891), un certain nombre d'anarchistes en France décide de s'engager dans des actions terroristes envers les responsables présumés de la répression qu'ils subissent, lançant l'Ère des attentats (1892-1894). L'un des premiers terroristes de cette période, qui a visé les magistrats de l'affaire de Clichy, François Ravachol, est arrêté et envoyé à la guillotine le 11 juillet 1892, le transformant en martyr et héros de la cause anarchiste. En décembre 1893, Auguste Vaillant, qui se venge de la misère qui le touche, effectue l'attentat de l'Assemblée nationale, où il envoie une bombe dans l'Assemblée, en ne tuant personne,.
Rapidement arrêté, cette dernière attaque sert de prétexte aux autorités politiques françaises pour faire voter les deux premières lois scélérates, une série de deux lois - rejointes par une troisième à la fin de l'été 1894, qui visent le mouvement anarchiste. Elles réduisent la liberté d'expression, la présomption d'innocence, rendent les perquisitions plus faciles à effectuer, la surveillance plus générale, les arrestations « préventives » plus courantes. Les autorités et la presse française en particulier partagent l'idée que les anarchistes seraient membres d'une vaste conspiration internationale - ce qui leur permet de légitimer la répression,.

### Répression

#### Prémices et aspects généraux

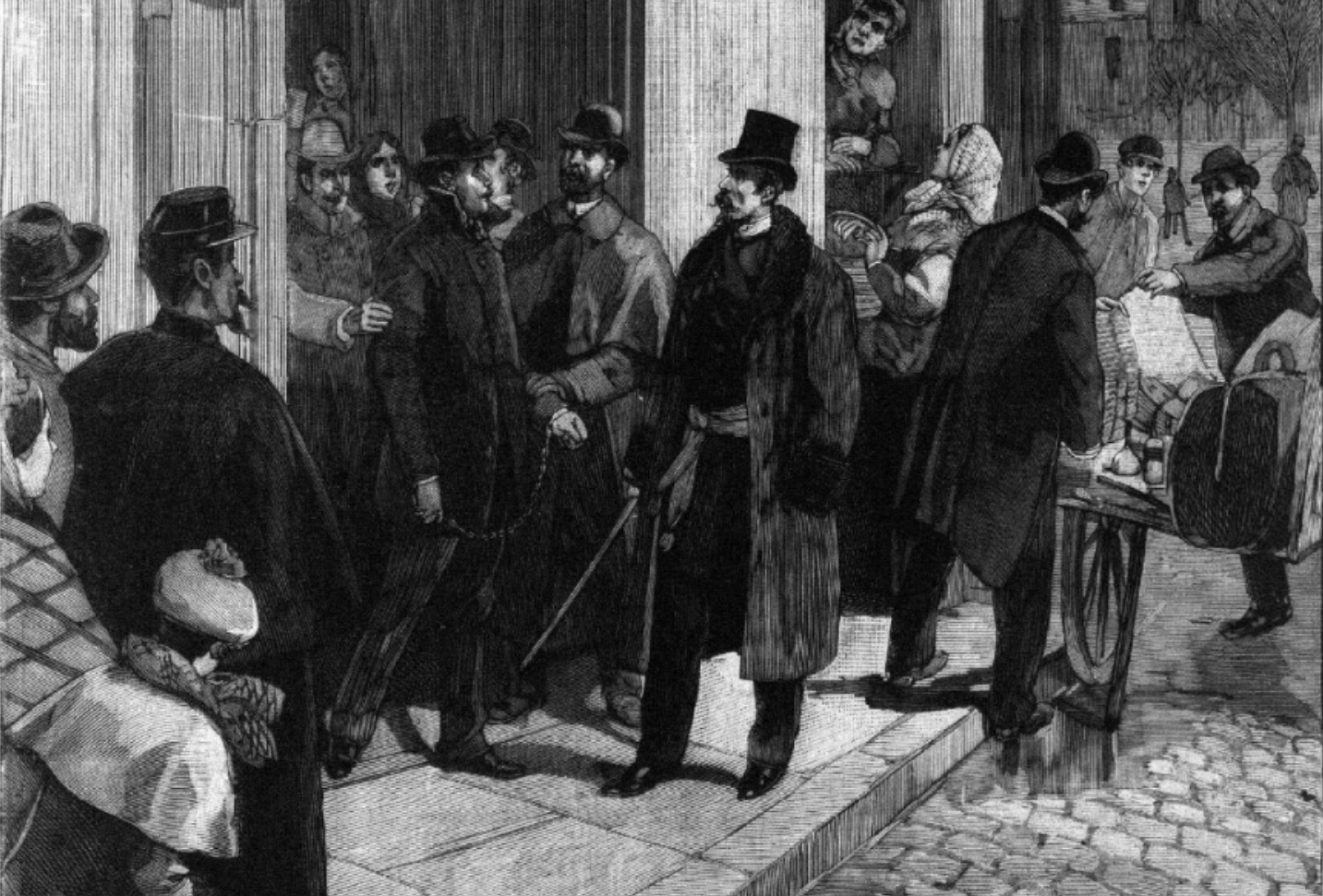
Arrestation d'un anarchiste dans Le Petit Parisien : supplément illustré (4 avril 1894).

Dans cette « chasse à l'anarchiste », les autorités françaises commencent à établir des listes de personnes à perquisitionner ; à Paris uniquement, on trouve plus de cinq cent noms dans la liste d'anarchistes français, sans compter les étrangers, qui sont sur une liste différente. Le ministre de l'Intérieur français, David Raynal, demande des listes de toutes les personnes amies ou affiliées avec des anarchistes, même non-anarchistes. Il s'agit alors de l'action la plus répressive de la République française depuis la Commune de Paris (1871). 
Les perquisitions à venir seront menées avec un certain nombre d'actions illégales par les autorités ; elles peuvent tout à fait envoyer des agents cacher des éléments incriminants dans le domicile d'un anarchiste qu'elles souhaitent arrêter. Puis, lors de la perquisition du lendemain matin, trouver ces « preuves » et faire condamner leurs cibles.  

#### 1er et2 janvier 1894
Dans la nuit du 31 au 1er janvier 1894, les policiers français sont appelés à se tenir prêts. Si ce jour est choisi, c'est pour surprendre les anarchistes ciblés et éviter qu'ils ne se préparent aux perquisitions. Pour renforcer le secret de l'opération, chaque commissaire reçoit, à quatre heures du matin, une série de plis cachetés qui comportent les noms des personnes à perquisitionner. Ils les ouvrent ensuite, prennent connaissance des noms et adresses et se préparent à lancer l'opération, s'attendant à trouver de vastes caches d'armes ou d'explosifs.
À six heures du matin, la police française commence à effectuer des centaines de perquisitions visant les anarchistes en France. En tout, ce jour-là, 552 perquisitions sont menées dont entre 50 et 60 à Paris,. La police pénètre dans le domicile d'Élisée Reclus à Sèvres et arrête son frère de soixante-dix ans, Élie Reclus à Paris, avant de le libérer finalement quelques heures plus tard. Le fait que Reclus soit ciblé provoque l'indignation d'une partie du monde intellectuel français. La police perquisitionne aussi ce jour là Jean Grave, Michel Antoine ou Sébastien Faure.   

Le même jour, d'autres villes sont perquisitionnées, ainsi, en Île-de-France, la police procède à des opérations similaires à Puteaux, Nanterre, Courbevoie, Colombes, Sèvres, Asnières, Villeneuve-la-Garenne ou Levallois-Perret,. Elle en effectue aussi une cinquantaine à Lyon ou des dizaines à Nice et d'autres au Colombier ou à Commentry dans l'Allier,.   
À Brest, alors que les perquisitions sont lancées, les gendarmes viennent encercler la résidence de Régis Meunier la baïonnette au canon,. Elle arrête sept anarchistes, quatre hommes et trois femmes, avant de les libérer dans la journée face au manque de preuves. À Rouen et dans sa banlieue, la police procède à une trentaine de perquisitions et arrête un militant pour avoir écrit une lettre de félicitations à Vaillant. Par ailleurs, d'autres perquisitions touchent Saint-Quentin (25), Saintes (2), Roubaix, Montpellier, Cannes, Valence, Belfort, Montluçon, Saint-Étienne, Amiens, Troyes ou d'autres villes françaises. Decazeville, Angers, Les Ponts-de-Cé et Trélazé sont aussi touchées.   
En parallèle à ces perquisitions, la police procède à des dizaines d'arrestations,. Ainsi, elle arrête Louis Léveillé, l'un des condamnés et battus de l'affaire de Clichy, Achille Étiévant, Élisée Bastard ou encore le néerlandais Alexandre Cohen, qui est renvoyé à la frontière.       
Les résultats des perquisitions du 1er janvier 1894-2 janvier 1894 sont très mauvais pour les autorités ; au lieu de trouver d'importantes caches d'armes et d'explosifs, la police est bredouille dans l'immense majorité des cas et ne trouve sur ces deux jours de perquisitions, que quelques armes de poing et un obus,,.  Elle arrête un certain nombre d'anarchistes, une soixantaine, mais presque tous sont libérés dans la journée, étant donné qu'il n'y a aucun élément incriminant chez eux,,. L'opération ne semble pas très bien préparée, ainsi, la police se rend chez un policier infiltré, qui accueille ses collègues en leur ouvrant la porte et avec sympathie ; mais ils l'arrêtent tout de même.      
De plus, les perquisitions donnent connaissance aux anarchistes de l'ensemble des anarchistes surveillés par la police.

#### Poursuite et généralisation de la répression

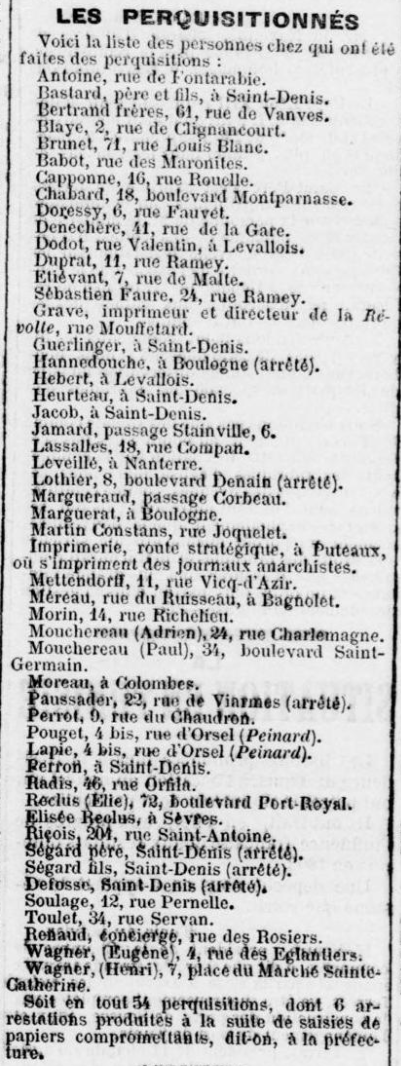
Liste des perquisitionnés en Île-de-France, la liste comporte entre autres Michel Antoine, les frères Reclus, Jean Grave ou Sébastien Faure dans L'Estafette (2 janvier 1894).

La répression s'étend aussi aussi aux anarchistes dans les espaces colonisés par la France, ainsi, lorsque Paul Régnier, Jules Xixonnet et d'autres compagnons manifestent contre la perquisition qui vise la colonie anarchiste de Tarzout, en Algérie française, ils sont arrêtés. Les journaux anarchistes sont interdits à Alger et Mostaganem le 5 janvier 1894, la police s'emparant des stocks.      
De plus, de nombreux prétextes sont trouvés pour arrêter les anarchistes ; la justice met en procès un homme qui a crié « Vive l'anarchie ! Vive Ravachol ! » pour apologie de meurtre, un autre est condamné à deux ans de prison pour avoir enseigné des théories anarchistes à quelqu'un qui vole ensuite son patron. Certaines personnes sont arrêtées pour s'être liées d'amitié à des compagnons dans des associations sportives, d'autres le sont simplement pour avoir exprimé leur sympathie envers l'anarchisme.      
Le 3 janvier 1894, ce sont des anarchistes situés à Besançon, Toulouse, Marseille et Grenoble qui sont visés. Deux jours plus tard, les mesures reprennent à Marseille et commencent à Carmaux. Le 6 janvier 1894, les opérations reprennent à Brest, Saint-Étienne, et touchent aussi Arras. Le lendemain, Beauvais et de nouveau, Valence et Saint-Étienne. Le 8, Beauvais, Le Havre, Calais, Toulouse, Alger et Saint-Gaudens. Le 13 et le 15, Bordeaux, Saint-Étienne, Lyon,. Le 17, la police perquisitionne et arrête le restaurateur anarchiste Constant Martin, qui héberge Sidonie Vaillant depuis quelques jours - profitant du fait qu'elle soit partie faire les courses avec sa mère adoptive. Le 24 janvier 1894, la répression touche Béziers.
En tout, ce sont 248 personnes qui sont arrêtées en janvier, dont 80 restent en détention provisoire plus de deux mois.      
La presse anarchiste est interdite, d'abord à la vente dans les kiosques. Le fondateur du Père peinard, Émile Pouget, parvient à s'enfuir en Angleterre - le journal est complètement interdit par la police le 21 février 1894.       
Pendant ce temps, le procès de Vaillant prend place - il s'attaque à l'impérialisme et à la misère qui touche la société française dans sa défense, et soutient n'avoir tué personne et n'avoir voulu que blesser pour faire prendre conscience aux députés la situation. Il est condamné à mort. Son sort provoque un émoi au sein de la population parisienne des quartiers défavorisés, qui voient en lui un homme marqué par une vie de misère et s'inquiètent pour sa jeune fille, Sidonie Vaillant. La plupart des blessés de l'attentat guérissant rapidement et étant légèrement touchés, la question de gracier l'anarchiste est posée. La jeune fille écrit une lettre à Cécile Carnot pour demander la grâce de son père, puis face au refus du président, Sadi Carnot, un groupe de députés socialistes rejoints par Georges Clemenceau demande de nouveau la grâce à Carnot, sans succès.       
Vaillant est exécuté le 5 février 1894 en étant guillotiné. Il est la première personne exécutée en France au XIXe siècle sans avoir tué quiconque. David Raynal prend la parole à la Chambre des députés pour annoncer triomphalement que les lois scélérates ont « jeté la terreur dans le camp des anarchistes ».

### Poursuite des attentats

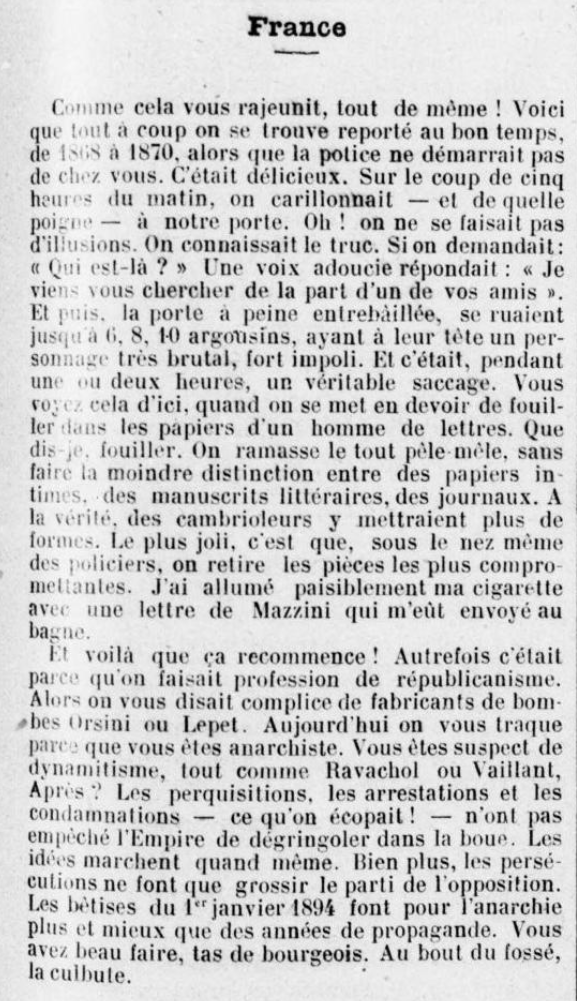
Une des réactions du Révolté (6 janvier 1894) aux perquisitions.

Malgré la déclaration de Raynal, cette répression importante qui s'abat sur le mouvement anarchiste provoque la radicalisation d'un certain nombre de militants qui échappent à la police française et ne sont pas arrêtés - souvent les anarchistes les plus radicaux sont les mêmes qui parviennent à échapper à la police. Ainsi, Émile Henry qui assiste à cette situation se développer alors qu'il est de retour à Paris à partir du 18 décembre 1893, décide de venger Vaillant en assassinant Sadi Carnot. Six jours après son exécution, il se rend à proximité de l'Élysée. Voyant une présence policière trop importante pour faire quoi que ce soit, il décide plutôt de viser le café Terminus, où il jette une bombe dans la foule, tuant une personne et en blessant 21. Cet attentat, qui est un attentat fondateur du terrorisme moderne par le fait que Henry vise désormais la société entière, perçue comme un ennemi objectif, est expliqué par Henry, en partie comme une volonté de se venger de la répression que subissent alors les anarchistes. Il déclare lors de son procès :

« La bourgeoisie n’a fait qu’un bloc des anarchistes. [...] Eh bien ! Puisque vous rendez ainsi un parti responsable des actes d’un seul homme, et que vous frappez en bloc, nous aussi, nous frappons en bloc. »

Deux jours plus tard, le cercle vicieux « répression - attentat » est souligné par des républicains comme Georges Clemenceau, qui s'interroge sur l'utilité de telles pratiques pour s'opposer au terrorisme le 14 février 1894. Il écrit, en médiatisant la question de l'efficacité de la répression politique pour enrayer de telles pratiques :
« Les échafauds, les attentats vont-ils se succéder sans fin ? »
Un ami de Henry, Désiré Pauwels, répond ensuite à l'arrestation de Henry en effectuant les attentats du 20 février 1894 et l'attentat de la Madeleine. Deux jours avant l'exécution de Henry, condamné à mort, Célestin Nat effectue l'attentat de Marseille (1894). Enfin, le 24 juin 1894, Sante Geronimo Caserio assassine Sadi Carnot à Lyon.

## Postérité
Dans les mois qui suivent, d'autres puissances européennes sont influencées par cette répression policière. Ainsi, l'Italie s'en inspire pour entreprendre une série de mesures similaires en juin 1894, déportant 3.000 anarchistes au bagne, des centaines partent en exil. L'Espagne suit la même voie.

### Critiques policières
Dans ses Mémoires, Marie-François Goron, ancien dirigeant de la Sûreté française pendant la répression, remet en cause l'efficacité de telles pratiques policières. Il déclare à ce propos :

« Il ne faut pas s’exagérer les résultats de l’intimidation sur les hommes. Certes, beaucoup de révolutionnaires de cette génération sont très capables de réfléchir aux ennuis d’une longue incarcération, avant d’aller comme leurs ancêtres crier sur le boulevard et renverser les kiosques de journaux. Mais la peur de la prison n’a jamais arrêté un véritable homme d’action. Il est peu probable que la peur d’un séjour à Mazas eût impressionné Ravachol ou Émile Henry. [...] En revanche, la prison injustement subie irrite les plus calmes. [...] Toutes les chasses aux anarchistes auxquelles j’ai assisté ont eu le plus pitoyable résultat. »